# Дьякова Вікторія
Віктор́ія Дья́кова (29 вересня 1993) — українська спортсменка, виступає в стрільбі з блочного лука.

## З життєпису
Народилась 1993 року в місті Київ. Почала стріляти з лука і вперше змагалася за збірну України в 2007 році.
Була в складі української жіночої збірної, яка виграла першу в історії України медаль із стрільби зі складаного лука та першу в історії країни золоту медаль на чемпіонаті світу зі стрільби з лука 2015 року.
2017 року в складі жіночої збірної України виграла золото Кубка Європи зі стрільби з блочного лука — Олена Борисенко і Тетяна Познякова.
Нині є тренером РК ДЮСШ "Авангард", також тренує спортсменів на базі НТУУ "КПІ ім. І.Сікорського".